# Lucanus cantori
Lucanus cantori is een keversoort uit de familie vliegende herten (Lucanidae). De wetenschappelijke naam van de soort is voor het eerst geldig gepubliceerd in 1842 door Hope.